# Monroe (Utah)
Monroe é uma cidade localizada no estado norte-americano de Utah, no Condado de Sevier.

## Demografia
Segundo o censo norte-americano de 2000, a sua população era de 1845 habitantes.
Em 2006, foi estimada uma população de 1842, um decréscimo de 3 (-0.2%).

## Geografia
De acordo com o United States Census Bureau tem uma área de
9,2 km², dos quais 9,2 km² cobertos por terra e 0,0 km² cobertos por água.

## Localidades na vizinhança
O diagrama seguinte representa as localidades num raio de 20 km ao redor de Monroe.